# Природно-заповідний фонд Закарпатської області
Природно-заповідний фонд Закарпатської області станом на 01.01.2015 року в Закарпатської області нараховується 459 територій та об'єктів природно-заповідного фонду, загальною площею 182384,0498 га. Серед них 34 території загальнодержавного значення, сумарною площею 158956,514 га. З них 1 біосферний заповідник (також 25 
природних заповідників), 3 національні природні парки, 2 регіональні ландшафтні парки, 19 заказників, 9 пам'яток природи, 1 ботанічний сад, 1 парк-пам'ятка садово-паркового мистецтва.

## Список об'єктів і територій загальнодержавного значення
| Зображення | Назва території або об'єкта природно-заповідного фонду | Категорія                                | Тип                 | Площа, га | Рік створення | Розташування                                                                      |
| ---------- | ------------------------------------------------------ | ---------------------------------------- | ------------------- | --------- | ------------- | --------------------------------------------------------------------------------- |
|            | Карпатський біосферний заповідник                      | Біосферний заповідник                    |                     | 53 630    | 1968          | Рахівський район, Тячівський район, Хустський район, Виноградівський район        |
|            | «Зачарований Край»                                     | Національний природний парк              |                     | 6101      | 2009          | Іршавський район                                                                  |
|            | «Синевир»                                              | Національний природний парк              |                     | 42704     | 1989          | Міжгірський район                                                                 |
|            | «Ужанський»                                            | Національний природний парк              |                     | 39159     | 1999          | Великоберезнянський район                                                         |
|            | «Притисянський»                                        | Регіональний ландшафтний парк            |                     | 10330,66  | 2009          | Ужгородський район, Мукачівський район, Берегівський район, Виноградівський район |
|            | «Синяк»                                                | Регіональний ландшафтний парк            |                     | 4631,2958 | 2011          | Мукачівський район                                                                |
|            | «Апшинецький»                                          | Заказник                                 | гідрологічний       | 105       | 1974          | Рахівський район                                                                  |
|            | «Брадульський»                                         | Заказник                                 | ландшафтний         | 1026      | 1974          | Тячівський район                                                                  |
|            | «Великодобронський»                                    | Заказник                                 | загальнозоологічний | 1736      | 1974          | Ужгородський район, Мукачівський район                                            |
|            | «Гладинський»                                          | Заказник                                 | ботанічний          | 130       | 1974          | Тячівський район                                                                  |
|            | «Горгани і Тавпіширка»                                 | Заказник                                 | ботанічний          | 248       | 1972          | Тячівський район                                                                  |
|            | «Діброва»                                              | Заказник                                 | лісовий             | 712       | 1974          | Рахівський район                                                                  |
|            | «Зачарована Долина»                                    | Заказник                                 | геологічний         | 150       | 1978          | Іршавський район                                                                  |
|            | «Кедринський»                                          | Заказник                                 | ботанічний          | 166       | 1974          | Тячівський район                                                                  |
|            | «Кам'янка»                                             | Заказник                                 | лісовий             | 328       | 1974          | Міжгірський район                                                                 |
|            | «Керничний»                                            | Заказник                                 | ботанічний          | 107       | 1983          | Тячівський район                                                                  |
|            | «Потік Оса»                                            | Заказник                                 | загальнозоологічний | 500       | 1998          | Воловецький район                                                                 |
|            | «Річанський»                                           | Заказник                                 | загальнозоологічний | 2408      | 1985          | Іршавський район                                                                  |
|            | «Росішний»                                             | Заказник                                 | лісовий             | 461       | 1974          | Воловецький район                                                                 |
|            | «Соколові Скелі»                                       | Заказник                                 | орнітологічний      | 605,6     | 1978          | Перечинський район                                                                |
|            | «Тур'є-Полянський»                                     | Заказник                                 | загальнозоологічний | 2163      | 1985          | Перечинський район                                                                |
|            | «Затінки і Тересянка»                                  | Заказник                                 | ботанічний          | 13        | 1978          | Рахівський район                                                                  |
|            | «Странзул, Задня, Кедрин»                              | Заказник                                 | ботанічний          | 510       | 1978          | Тячівський район                                                                  |
|            | «Чорна Гора»                                           | Заказник                                 | ботанічний          | 823       | 1974          | Виноградівський район                                                             |
|            | «Юлівська Гора»                                        | Заказник                                 | ботанічний          | 176       | 1974          | Виноградівський район                                                             |
|            | «Урочище Атак»                                         | Пам'ятка природи                         | ботанічна           | 52        | 1974          | Берегівський район                                                                |
|            | «Чорне Багно»                                          | Пам'ятка природи                         | гідрологічна        | 15        | 1972          | Іршавський район                                                                  |
|            | «Великий Яворець та Обнога»                            | Пам'ятка природи                         | ботанічна           | 35        | 1975          | Міжгірський район                                                                 |
|            | «Високий Камінь»                                       | Пам'ятка природи                         | комплексна          | 22        | 1975          | Воловецький район                                                                 |
|            | «Гора Яворник»                                         | Пам'ятка природи                         | ботанічна           | 100       | 1975          | Великоберезнянський район                                                         |
|            | «Скелі Близниці»                                       | Пам'ятка природи                         | ботанічна           | 30        | 1975          | Рахівський район                                                                  |
|            | «Урочище Голятин»                                      | Пам'ятка природи                         | ботанічна           | 42        | 1974          | Міжгірський район                                                                 |
|            | «Урочище Довгий потік»                                 | Пам'ятка природи                         | ботанічна           | 75        | 1975          | Рахівський район                                                                  |
|            | «Тепла Яма»                                            | Пам'ятка природи                         | ботанічна           | 93        | 1975          | Ужгородський район                                                                |
|            | Парк санаторію «Карпати»                               | Парк-пам'ятка садово-паркового мистецтва |                     | 19        | 1884          | Мукачівський район                                                                |
|            | «Ботанічний сад Ужгородського державного університету» | Ботанічний сад                           |                     | 4,5       | 1948          | Ужгород                                                                           |

- Див. також Вікіпедія:Вікі любить Землю/Закарпатська область